# 者下乡
者下乡（藏語：བཀྲ་ཤར་），是中华人民共和国西藏自治区日喀则市白朗县下辖的一个乡镇级行政单位。

## 行政区划
者下乡下辖以下地区：
珍木则村、纳堆村、宗村、聂仓村、热玛村、普村和曲姆村。